# Battlefield 1942
Battlefield 1942 – gra komputerowa z gatunku first-person shooter osadzona w realiach II wojny światowej, stworzona przez szwedzkie studio Digital Illusions CE i wydana w 2002 roku przez Electronic Arts. Jest to pierwsza gra z serii Battlefield. Można w nią grać zarówno w trybie gry jednoosobowej (z botami) jak i wieloosobowej.
W Battlefield 1942 gracze wcielają się w rolę żołnierzy jednego z pięciu państw uczestniczących w II wojnie światowej. W grze udostępnione zostały graczom różnorodne pojazdy oraz pięć klas piechoty. Gra rozgrywa się na mapach odpowiadających rzeczywistym bitwom, które miały miejsce na jednym z czterech teatrów działań – w Afryce Północnej, na froncie zachodnim, froncie wschodnim oraz na Pacyfiku. Rozgrywka, w której gracze podzieleni są na dwie drużyny (aliantów oraz wojska Osi), kładzie nacisk na współpracę graczy, gdyż cel gry – zredukowanie liczby punktów drużyny przeciwnej do zera – osiągany jest przede wszystkim dzięki utrzymaniu tzw. punktów kontrolnych na mapie, które służą również jako miejsce odradzania się graczy oraz sprzętu wojskowego, a w mniejszym stopniu dzięki zabiciu wrogich żołnierzy.
Battlefield 1942 została pozytywnie przyjęta przez krytyków; chwalono oprawę wizualną i tryb gry wieloosobowej, natomiast negatywnie oceniano rozgrywkę jednoosobową. Zdobyła cztery nagrody Akademii Sztuk i Nauk Interaktywnych. Do gry wydane zostały dwa dodatki: The Road to Rome oraz Secret Weapons of WWII. The Road to Rome rozszerza grę o bitwy kampanii włoskiej oraz pozwala na grę po stronie Włoch oraz Wolnych Francuzów. Secret Weapons of WWII udostępnia graczom broń prototypową i eksperymentalną z okresu II wojny światowej.

## Rozgrywka
W Battlefield 1942 gracz obejmuje kontrolę nad żołnierzem jednego z pięciu państw uczestniczących w II wojnie światowej: Stanów Zjednoczonych, Wielkiej Brytanii, ZSRR, Niemiec i Japonii. Gracz kieruje wybraną postacią za pomocą klawiszy WASD; mysz służy do poruszania celownikiem.
Podczas rozgrywki żołnierze są podzieleni na pięć klas: zwiadowcę, szturmowca, żołnierza przeciwpancernego, sanitariusza i inżyniera. Zwiadowca jest wyposażony w karabin wyborowy i lornetkę; jego specjalnością jest walka na daleki dystans. Szturmowiec ma do dyspozycji ręczny karabin maszynowy lub karabin automatyczny, zaś przeznaczony jest do frontalnych walk z przeciwnikiem. Żołnierz przeciwpancerny posiada granatnik przeciwpancerny służący do niszczenia pojazdów. Sanitariusz, wyposażony w pistolet maszynowy, leczy siebie i swoich sprzymierzeńców. Inżynier natomiast może podkładać miny i ładunki wybuchowe, a także naprawiać pojazdy i broń stacjonarną.
W trakcie rozgrywki gracz ma możliwość pokierowania 35 różnymi środkami transportu – są to pojazdy transportowe, czołgi, bombowce, myśliwce, lotniskowce, okręty podwodne, pancerniki i niszczyciele. Żołnierze mogą wyskakiwać z samolotów przy użyciu spadochronów.
Gra toczy się na 16 rozległych (o wielkości do 4 km²) mapach, po cztery na jedną z czterech scenerii wojny. W zachodniej Europie gracz walczy na plaży Omaha i we francuskich bocage, a także bierze udział w operacji Market Garden i ofensywie w Ardenach. Front wschodni obejmuje bitwy o Charków, Stalingrad, Kursk i Berlin. Walki w Afryce Północne zawierają operację Battleaxe oraz bitwy o Gazalę, Tobruk i El Alamein. Natomiast na Pacyfiku gra symuluje walki o Wake, Midway, Guadalcanal i Iwo Jimę. W bitwach może wziąć udział do 64 graczy.
W głównym trybie rozgrywki wieloosobowej, Conquest, celem każdej strony konfliktu jest przejęcie oznaczonych flagami punktów kontrolnych przeciwnika, które dostarczają „biletów” pozwalających na odradzanie się zabitych żołnierzy. Flagi stanowią także miejsca respawnu, a ich utrata powoduje zmniejszenie się liczby dostępnych „biletów”. Drużyna, która nie będzie miała możliwości odrodzenia żołnierzy, przegrywa. Oprócz trybu Conquest dostępne są także Capture the Flag, Team Deathmatch i Co-operation.
Oprócz rozgrywki wieloosobowej dostępny jest tryb gry jednoosobowej, w którym gracz współpracuje z kierowanymi przez komputer żołnierzami. Podzielony jest on na cztery krótkie kampanie po cztery mapy każda; w każdej misji należy wykonać 12 zadań postawionych graczowi.

## Wydanie gry
19 sierpnia 2001 roku, poprzez portal IGN, studio Digital Illusions CE ogłosiło rozpoczęcie prac nad grą Battlefield 1942 i poszukiwania pracowników do tworzenia gry. 24 stycznia 2002 roku opublikowane zostały pierwsze zrzuty ekranu. 9 maja wydawca gry, Electronic Arts, opublikował stronę promującą grę. 18 czerwca rozpoczęły się testy wersji beta gry. W lipcu Battlefield 1942 została zaprezentowana na targach Electronic Arts Camp EA 2002; pokazano między innymi mapy na wyspie Wake i Kursku.
16 sierpnia 2002 roku opublikowana została demonstracyjna wersja gry przeznaczona do trybu gry wieloosobowej, która zawierała mapę na wyspie Wake. 19 sierpnia gra trafiła w Stanach Zjednoczonych do tłoczni, natomiast 11 września ukazała się w tamtejszych sklepach. 25 września 2002 roku Battlefield 1942 miała premierę w Polsce; dystrybutorem był polski oddział Electronic Arts. 16 kwietnia 2004 roku Battlefield 1942 znalazła się wraz z dodatkami The Road to Rome i Secret Weapons of WWII w ramach pakietu Battlefield 1942: World War II Anthology.
Od chwili premiery gra była ulepszana. 11 września 2002 roku ukazała się łata 1.1, poprawiająca błędy w trybie gry wieloosobowej, a 27 listopada – aktualizacja 1.2, która poprawiała szybkość działania gry i naprawiała błędy graficzne. Wersja 1.3 z 3 lutego 2003 roku poprawiała animacje niektórych broni oraz optymalizowała działanie łącza internetowego. Główną zmianą wprowadzoną w łacie 1.31 z 7 marca 2003 roku było zwiększenie bezpieczeństwa gry, natomiast w aktualizacji 1.4 z 11 czerwca – poprawki w wyświetlaniu grafiki i dołączenie edytora map. Łata 1.5, która ukazała się 30 października, dodała nową mapę ze scenerią na Filipinach, dwa nowe pojazdy i karabin M1 Garand. Ostatnia aktualizacja, 1.619 z 30 stycznia 2004 roku, dodawała dwie nowe mapy (Caen i Aghelia), dwa pojazdy i karabin maszynowy Johnson M1941.
5 listopada 2012 roku z okazji dziesięciolecia serii gra została udostępniona za darmo na platformie Origin. Użytkownicy darmowej wersji nie mogą grać wspólnie z posiadaczami wersji płatnej.

## Odbiór gry
Battlefield 1942 została entuzjastycznie przyjęta przez krytyków, osiągając według agregatora GameRankings średnią ocen wynoszącą około 89% maksymalnych ocen. Chwalona była oprawa graficzna: Martin Taylor z portalu Eurogamer uznał ją za perfekcyjną, ale krytykował zarazem wysokie wymagania gry i jej niestabilność. Steve Butts z portalu IGN twierdził, że choć Battlefield 1942 nie dorównuje pod względem oprawy graficznej grze Doom 3, to obiekty w niej wyglądają bardzo szczegółowo.
W kwestii rozgrywki Sal Accardo z portalu GameSpy pochwalił dużą liczbę pojazdów, zaznaczając jednak, że gra nie jest tak realistyczna jak posiadająca tę samą zaletę Operation Flashpoint: Cold War Crisis. Martin Korda z pisma „PC Zone” pozytywnie ocenił tryb gry wieloosobowej, szczególnie zrównoważenie klas żołnierzy. Sal Accardo twierdził, że znalezienie dostępnych serwerów jest bardzo proste, wspominając także w tonie pozytywnym o walkach morskich czy desantach spadochronowych. Scott Osborne z portalu GameSpot skrytykował natomiast znaczne obciążenia serwerów. Ponadto negatywnie został oceniony tryb gry jednoosobowej – szczególnie Martin Taylor skrytykował oszustwa, jakich dopuszcza się sztuczna inteligencja i jej ułomność w wymyślaniu taktyk.
Battlefield 1942 otrzymała nagrody amerykańskiej Akademii Sztuk i Nauk Interaktywnych w czterech kategoriach: Computer Game of the Year (Komputerowa gra roku), Game of the Year (Gra Roku), Innovation in Computer Gaming (Innowacja w dziedzinie gier komputerowych) i Outstanding Achievement in Online Game Play (Szczególne osiągnięcie w dziedzinie rozgrywki wieloosobowej), a w Szwecji – kraju produkcji gry – została uhonorowana nagrodą Przemysłu Gier Szwedzkich dla szwedzkiej gry dekady. Ponadto uzyskała rekomendację serwisów IGN i GameSpy.